# Синагога в Жовкві (монета)
«Синаго́га в Жо́вкві» — пам'ятна монета номіналом 5 гривень, випущена Національним банком України, присвячена пам'ятці юдейської сакральної архітектури та оборонного будівництва — синагозі (1692 рік) у м. Жовква, що побудована в стилі ренесансу і є однією з найбільших в Європі оборонних споруд у цьому стилі.
Монету введено в обіг 22 листопада 2012 року. Вона належить до серії «Пам'ятки архітектури України».

## Опис монети та характеристики
| Номінал грн. | Метал      | Маса, г | Діаметр, мм | Якість виготовлення       | Гурт     | Тираж, штук |
| ------------ | ---------- | ------- | ----------- | ------------------------- | -------- | ----------- |
| 5            | нейзильбер | 16,54   | 35,0        | спеціальний анциркулейтед | рифлений | 35 000      |

### Аверс
На аверсі монети розміщено: угорі малий Державний Герб України, напис півколом «НАЦІОНАЛЬНИЙ БАНК УКРАЇНИ», у центрі монети у колі зображено фрагмент фасаду будівлі синагоги, праворуч та ліворуч від якого — стилізований орнамент, рік карбування монети «2012» (праворуч), унизу напис: «П'ЯТЬ ГРИВЕНЬ» та логотип Монетного двору Національного банку України (ліворуч).

### Реверс
На реверсі монети на тлі декоративно-умовного плану будівлі зображено синагогу та вгорі розміщено написи «СИНАГОГА в м. ЖОВКВА».

## Автори

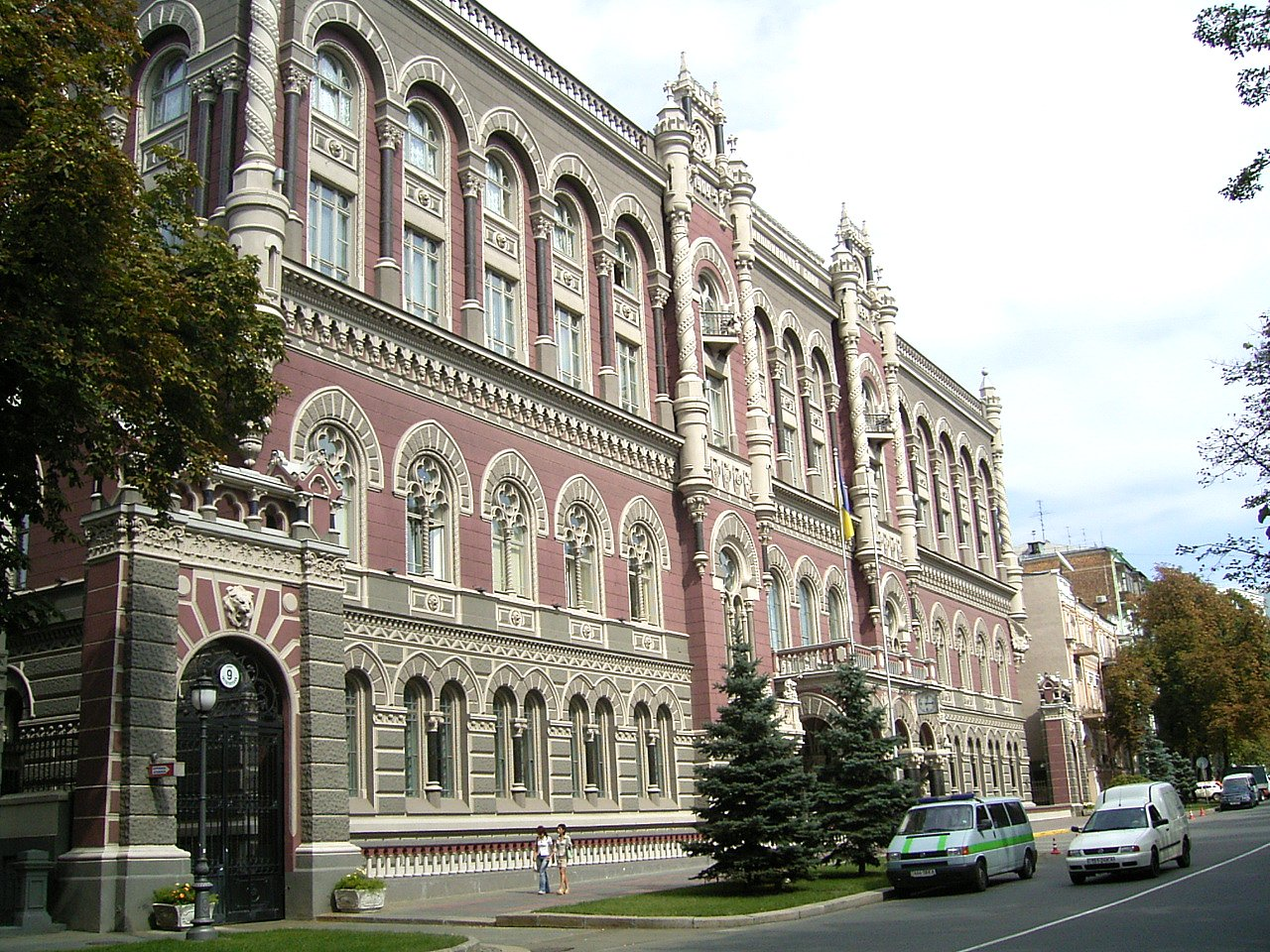
Будівля Національного банку України

- Художник — Атаманчук Володимир.
- Скульптор — Атаманчук Володимир.

## Вартість монети
Ціну монети — 20 гривень встановив Національний банк України у період реалізації монети через його філії у 2012 році.
Фактична приблизна вартість монети з роками змінювалася так:
| Рік        | 2013 | 2014 | 2015 | 2016 | 2017 | 2018 | 2019 | 2020 | 2021 | 2022 | 2023 | 2024 | 2025 |
| ---------- | ---- | ---- | ---- | ---- | ---- | ---- | ---- | ---- | ---- | ---- | ---- | ---- | ---- |
| Ціна, грн. | 25   | 28   | 30   | 45   | 55   | 60   | 60   | 65   | 75   | 80   | 125  | 450  | 380  |